# Neoclytus patagonicus
Neoclytus patagonicus là một loài bọ cánh cứng trong họ Cerambycidae.